# Hold Up (album de Superfunk)
Pour les articles homonymes, voir Hold-up (homonymie).
Hold Up est le premier album du groupe français de musique électronique Superfunk, sorti sur Virgin Records. Avec la participation remarquée du chanteur américain Ron Carroll, le morceau Lucky Star, quatrième piste de l'album, est devenu un tube planétaire en début d'année 2000. L'album fut un gros succès avec 600 000 exemplaires vendus en France et 1 millions d'exemplaires à travers le monde. Cet album devenu culte fait partie des albums pionniers de la French Touch.

## Liste des morceaux
1. To Marseille from Paris (Dim's Megamix / Interlude) - 1:39
2. Last Dance in Copacabana - 5:38
3. Under the Shower with Paul Johnson (Interlude) - 0:33
4. Lucky Star - 4:59
5. The Young MC - 5:12
6. Counterclockwise - 4:40
7. Let's Bounce with DJ LBR (Interlude) - 0:48
8. Endless Street - 4:00
9. Hold Up - 4:02
10. Here I Am - 4:21
11. Brixton Bass 95° feat. Ed & G (Interlude) - 1:39
12. It's Like Jazz - 3:49
13. Come Back (Supamix) - 5:17
14. Shake Your Body - 4:21
15. Electrique ! - 6:53
16. Back to Disco - 4:36